# Curcuma singularis
Curcuma singularis là một loài thực vật có hoa trong họ Gừng. Loài này được François Gagnepain mô tả khoa học đầu tiên năm 1907. Mẫu định danh: Thorel 3194 (holotype, lưu giữ tại MNHN số: MNHN-P-P00292626). Tên gọi trong tiếng Việt là cây khỏe hay sâm đá.

## Phân bố
Đây là loài bản địa của Campuchia, Lào, Thái Lan và Việt Nam (tỉnh Gia Lai). Môi trường sống là rừng thứ sinh, ven rừng, trên nương rẫy, ở cao độ 400-1.000 m.

## Mô tả
Cây thảo nhỏ, cao 30-50 cm. Thân rễ nằm ngang, hình trụ, có mùi thơm; rễ chùm; thường đầu rễ phồng lên tạo thành củ hình trứng hoặc hình thoi, vỏ màu nâu, ruột màu trắng, vùi sâu xuống đất. Lá 3-6, phiến lá 10-22 × 5-7(-9) cm, hình trứng hoặc hình trái xoan, đỉnh nhọn thon, gốc thuôn tròn hoặc hình nêm, mặt gần trục màu xanh lục, nhẵn nhụi, mặt xa trục màu xanh lục nhạt hơn, có lông tơ; cuống lá dài 5-9 cm, có rãnh; lưỡi bẹ màu nâu nhạt khi non, sau chuyển thành màu vàng nhạt, mỏng, dài 1-1,5 mm, đầu lõm chia 2 thùy, có lông rung ở đỉnh; bẹ lá lúc non màu nâu-tía nhạt khi non. Cụm hoa bên. Lá bắc 5-8, màu xanh lục, hình trứng tam giác, dài 3-4 cm, rộng 2,5-3 cm, đỉnh tù. Xim hoa bọ cạp xoắn ốc với 4 hoa. Lá bắc con rất nhỏ. Hoa dài 7-8,5 cm, thò ra từ lá bắc; đài hoa hình ống, dài 2-2,5 cm, mỏng, màu trắng, mặt ngoài có lông tơ, khía ngắn một bên, xẻ thành 3 thùy tạo thành hình tam giác đều về phía đỉnh. Phần dưới của tràng hoa hình ống, màu trắng, dài 4-4,5 cm, hơi loe về phía đỉnh, phần trên chia 3 thùy, 2,2-2,6 × 1,5-2 cm, hình trứng hẹp, lõm, màu trắng, thùy tràng lưng với mấu nhọn; cánh môi hình trứng ngược lớn, 2,2-2,5 × 1,8-2,1 cm, đỉnh có khía răng cưa, xẻ dài 1-1,5 mm, màu trắng, với dải màu vàng chạy dọc theo gân giữa; nhị lép bên 2, hình trứng ngược hẹp không đều, dài 2,5-2,8 × 1,2-1,5 cm, màu trắng, với dải màu vàng dọc gân giữa, đến 1/2 chiều dài của nó; chỉ nhị dài 4-5 mm, rộng 3-4 mm ở gốc và rộng 1,5-2 mm về phía trên, màu trắng; bao phấn 2 thùy, dài 9-11 mm, gốc mỗi thùy thuôn dài thành cựa dẹt, đều, dài 3-4 mm, cựa tạo góc tù với bao phấn. Vòi nhụy hình chỉ, dài 4,5-5,5 cm, màu trắng; đầu nhụy hình phễu; nhụy lép 2, hình dùi, thanh mảnh, dài 3-4 mm; bầu nhụy 4-5 × 3-4 mm, hình trái xoan, rậm lông tơ, màu trắng. Quả nang 3 ngăn, hình cầu, màu trắng ngà, đường kính 10-11 mm; hạt hình trứng, hơi góc cạnh, dài 3-4 mm, rộng 2-2,5 mm, màu trắng; áo hạt màu trắng như thủy tinhh, chia thành các thùy. Cụm hoa xuất hiện ngay trước lá, ra hoa tháng 3-5; tạo quả tháng 6-7, không quá nhiều cây có quả.

## Sử dụng
Người dân địa phương tại huyện Kbang (tỉnh Gia Lai) sử dụng thân rễ của C. singularis để cải thiện sức khỏe của họ bằng cách dùng đồ uống làm từ thân rễ đun sôi trong nước hoặc ngâm rượu phần phồng lên của rễ. Người ta cũng sử dụng rượu ngâm cây làm thuốc xoa bóp các vết bầm tím để giảm bớt và cải thiện vết thương. Thành phần hóa học của tinh dầu chiết xuất từ thân rễ của C. singularis bằng phương pháp chưng cất hơi nước đã được phân tích và tổng cộng 68 thành phần đã được phát hiện, trong đó 47 hợp chất hóa học (chiếm 62,96% lượng tinh dầu) đã được xác định. Các hợp chất chính là: camphor (23,63%), isoborneol (2,24%), endo-borneol (3,06%), terpinen-4-ol (3,51%), copaen (2,56%), acoradien (2,89%) và turmerol (2,65 %). Kết quả phân tích hóa học cũng cho thấy, thành phần hóa học của C. singularis chứa 8 hợp chất được phân lập, trong đó có 2 hợp chất diarylheptanoid mới (là Curcusin A và Curcusin B) có tác dụng ức chế mạnh đối với sEH. Trong y học, chất ức chế sEH là một trong những đối tượng quan trọng trong nghiên cứu bệnh tim mạch.